# Aortaruptura
Az aortaruptura az aorta (a legnagyobb verőér) falának teljes megrepedése. Ez egy rendkívül ritka, de rendkívül életveszélyes állapot, amely azonnali orvosi beavatkozást igényel. Leggyakrabban egy hasi aorta aneurysma spontán megrepedése okozza, de előfordulhat mellkasi szakaszon is. Az aortaruptura különbözik az aortadissectiótól, ahol csupán az érfal belső rétege szakad fel, az így a fal rétegei közé jutó vér pedig elválasztja a rétegeket egymástól, ezzel akár elzárva a szív vagy a hasi szervek vérellátását.
Az okai alapján két fő típust különböztetünk meg:
- Traumás aortaruptura (külső erőbehatás, például közlekedési baleset következtében)

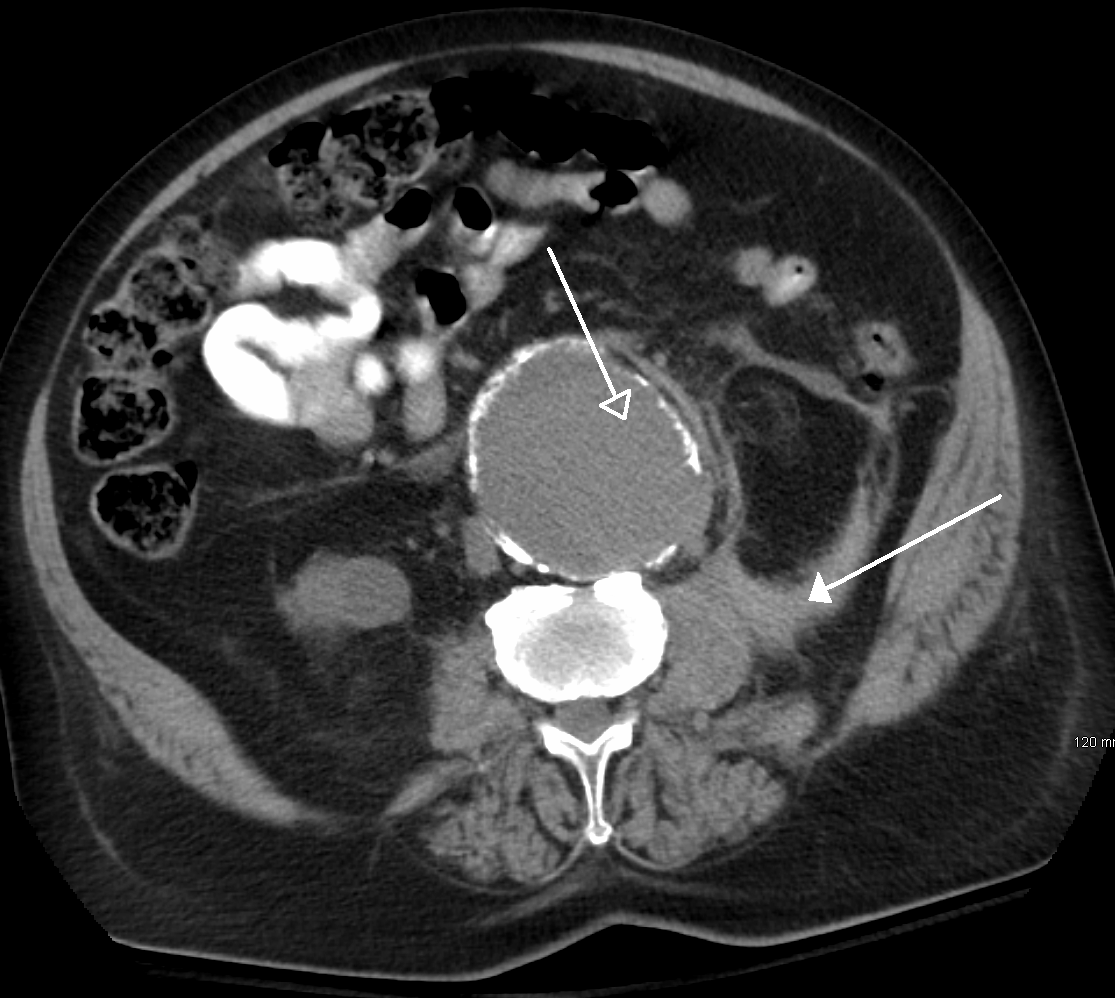
Megrepedt hasi aorta aneurysma CT képe

- Megrepedt hasi aorta aneurysma CT képeMásodlagosan kialakuló ruptúra aortaaneurizma[1] következtében

## Tünetek, panaszok

### Panaszok
- Heves, tépő vagy szakító fájdalom a hasban, a törzs oldalán, a lágyékban, vagy a hát területén, amely hirtelen jelentkezik
- Eszméletvesztés, amely gyors vérvesztéssel járhat

### Tünetek
- Alacsony vérnyomás, hipovolémiás sokk, akár gyorsan kialakuló eszméletvesztéssel
- Gyors szívverés (kompenzáló mechanizmusként)
- Kékes elszíneződés a bőrön, főként a perifériákon
- Megváltozott tudatállapot, zavartság, aluszékonyság
- Zúzódások a törzs oldalán, a retroperitonealis vérzés tipikus jeleként (Grey-Turner jel)
- Hideg, verejtékes bőr, gyengeség

## Okok
A leggyakoribb ok egy megrepedt aortaaneurizma, amely legtöbbször a hasi szakaszon fordul elő. Egyéb okok lehetnek: trauma (pl. baleset, nagy esés, erős ütközés), iatrogén (orvosi beavatkozás, például katéterezés, műtét során fellépő sérülés), illetve ritkábban gyulladásos vagy fertőzéses folyamatok, veleszületett érfalgyengeség.

## Mechanizmus
Az aorta fala rugalmas, de jelentős terhelésnek van kitéve. A ruptúra, vagyis a fal teljes átszakadása akkor következik be, ha a falfeszülés meghaladja a szövetek szakítószilárdságát. A fal gyengüléséhez hozzájárulhat trauma, előrehaladott atheroszklerózis, a kötőszövet gyengesége (szifilisz, Marfan-szindróma, Ehlers-Danlos-szindróma), illetve daganatos beszűrődés. A falfeszülést tovább növelheti egy aneurysma kialakulása vagy a magas vérnyomás. A repedés következtében kialakuló vérzés lehet retroperitonealis vagy intraperitoneális, de a ruptúra hosszabb távon sipolyt is létrehozhat az aorta és a bélrendszer vagy a vena cava között, ami később súlyos szövődményekhez vezethet.

## Diagnózis
A kórkép gyanúja általában kritikus állapotú, hirtelen rosszullétet mutató betegeknél, illetve hasi vagy mellkasi trauma, illetve ismert rizikófaktorok fennállása esetén merül fel. A diagnózis megerősítéséhez a sürgősségi osztályon gyors ultrahang (FAST vagy bedside ultrahang) vagy CT-vizsgálat szükséges. Ezen képalkotó eljárások képesek azonnal kimutatni a vérzést és a ruptúrát.

## Megelőzés
Az aortaruptura megelőzésének legfontosabb módja a rizikófaktorok (pl. magas vérnyomás, dohányzás, magas koleszterinszint, érelmeszesedés) kezelése, valamint a rendszeres szűrővizsgálatok elvégzése főleg a veszélyeztetett csoportokban (idősebb férfiak, ismert aneurysma, családi halmozódás). Az időben felfedezett aortaaneurizma elektív műtéti ellátása jelentősen csökkenti a ruptúra kockázatát.

## Kezelés
A kezelés azonnali, életmentő sebészeti beavatkozást igényel: ez lehet nyitott aortaműtét vagy az intervenciós radiológia által végzett endovaszkuláris eljárás (EVAR). Szükség esetén a műtétig a keringés stabilizálására aorta-okklúziós ballon katéter alkalmazható, amely ideiglenesen csökkenti a további vérvesztést és növeli a túlélés esélyét a végleges beavatkozásig. A gyors diagnózis és a megfelelő ellátás elengedhetetlen a túléléshez.

## Prognózis
Az aortaruptura rendkívül gyors lefolyású és rendkívül magas halálozási aránnyal járó állapot. A mortalitás elérheti a 90%-ot is, különösen, ha a beteget nem tudják időben kórházba szállítani. A friss adatok szerint a betegek mintegy 65-75%-a még a kórházba érkezés előtt életét veszti, és a műtéti ellátásig eljutók közül is akár 80-90%-ban halálos kimenetelű lehet a ruptúra. A gyors felismerés és azonnali sebészi ellátás jelentősen javíthatja a túlélési esélyeket, ezért a megelőzésnek és a sürgősségi ellátásnak kiemelt szerepe van.